# هات چیپ

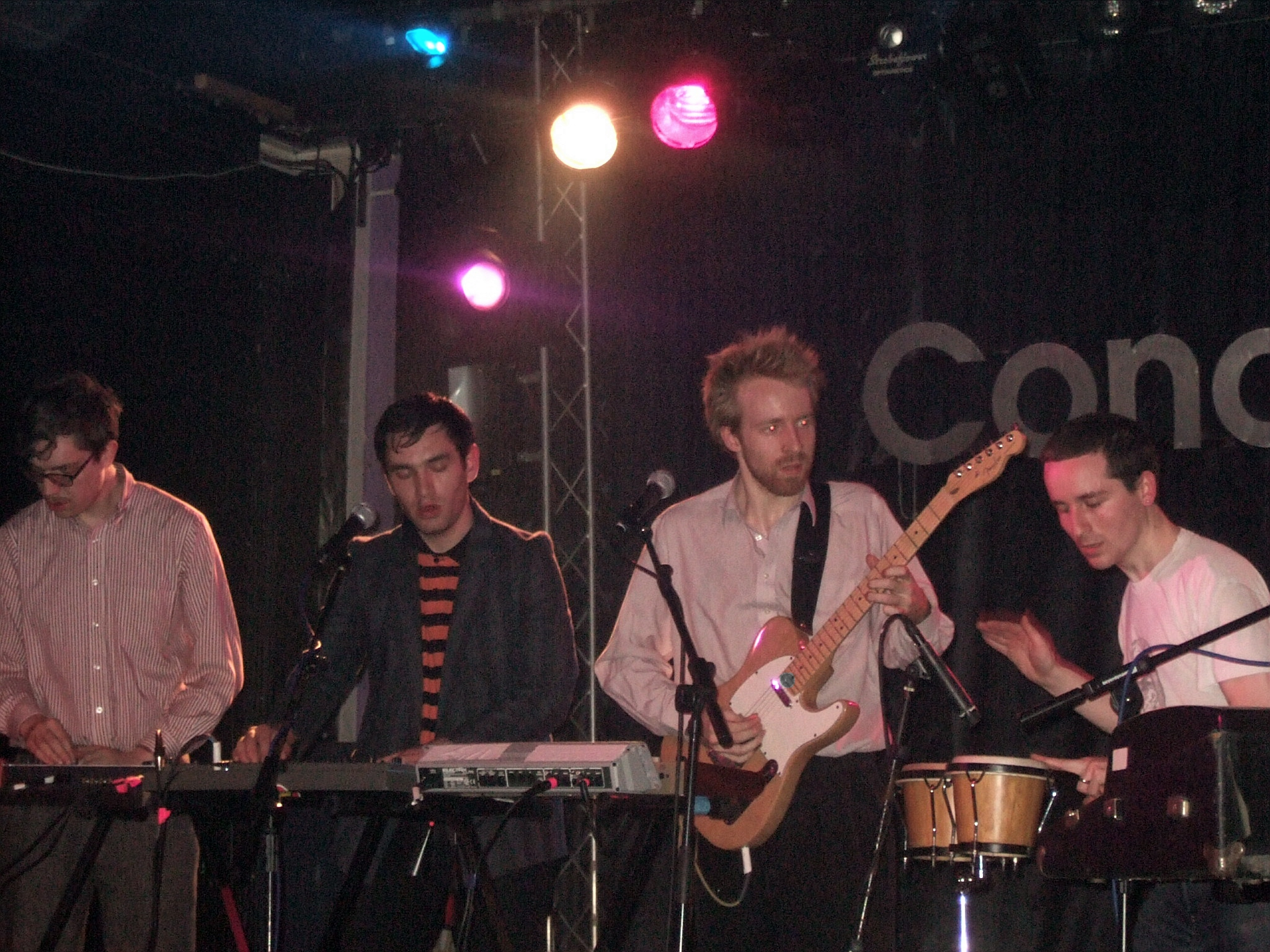
نگاره‌ای از چهار تن عضو گروه هات چیپ - ۲۰۰۶

هات چیپ (به انگلیسی: Hot Chip) یک گروه موسیقی الکترونیک مستقر در لندن است که در سال ۲۰۰۰ شکل گرفت.